# T-72
T-72 je glavni bojni tank Sovjetskih in Ruskih oboroženih sil ter oboroženih sil držav Varšavskega pakta in nekaterih drugih držav. Razvit je bil konec šestdesetih in v začetku sedemdesetih let dvajsetega stoletja z namenom, da nadomesti zastareli tank T-55 in tank T-64, ki je bil predrag za množično serijsko proizvodnjo. Zaradi svoje zanesljivosti, vzdržljivosti in ognjene moči ter velikega števila je postal sinonim hladne vojne ter strah in trepet zahodnih zavezniških vojsk. Od leta 1971 do danes  je bilo izdelanih več kot 30.000 vozil v nešteto variantah s čimer je to eden izmed najbolj pogosto izdelanih tankov. Leta 1992 so Ruske oborožene sile predstavile tank T-90, ki pa je le izboljšana različica tanka T-72. Eno izmed verzij tega tanka, poimenovano M-84 jugoslovanske izdelave, uporablja tudi Slovenska vojska.

## Razvoj
Sredi šestdesetih let dvajsetega stoletja je Rdeča armada spoznala, da v svojih vrstah potrebuje sodoben tank, ki bi nadomestil takrat že obupno zastarel tank T-55 in njegovo nadgradnjo T-62. Kot alternativa se je sprva pojavila tank T-64. Opremljen s takrat najnovejšimi oborožitvenimi sistemi je v Rdeči armadi povzročil pravo malo revolucijo, ki pa ni trajala dolgo, saj se je kmalu izkazalo, da je tank predrag za množično serijsko proizvodnjo. Rdeča armada je potrebovala nekaj cenejšega, sodobnejšega in vzdržljivega, s čimer bi lahko množično opremila velike tankovske divizije in svoje zaveznike. Dela so se lotili leta 1967 v Uralvagonzavodu, projekt je vodil Leonid Karcev. V nekaj letih je njegova ekipa predstavila Objekt 172, ki so ga pestile številne težave, po smrti glavnega inženirja je nadzor nad projektom prevzel Valerij Venediktov, ki je projekt pripeljal do konca s končnim prototipom Objekt 172M. V letih 1971 do 1973 so bila izvedena številna terenska testiranja in izboljšave s katerimi je prototip dosegel želene zahteve. Prvi tanki so v Rdečo armado prišli leta 1973 pod oznako T-72, množična proizvodnja pa je stekla šele proti koncu sedemdesetih let. Proizvodnja je potekala v Ukrajini v tovarni Mališev Harkov, ter v Rusiji v tovarni UKBM Nižni Tagil. 
Poleg Sovjetske zveze sta bila glavna proizvajalca tankov še Poljska in Češkoslovaška. Medtem ko je Sovjetska zveza tanke izdelovala v glavnem zase sta jih Poljska in Češkoslovaška za ostale države Varšavskega pakta in zaveznike. Glavni kupci izven držav Varšavskega pakta so bile arabske države, Indija, Pakistan, Iran in Finska. Najbolj napredno verzijo tega tanka je izdelala Jugoslavija pod oznako M-84, tank se še vedno uporablja v Sloveniji, Hrvaški, Bosni, Srbiji in Kuvajtu.
Razvoj T-72 je zahodnim zaveznikom dolgo časa ostal skrit, do prvih podatkov o tanku so se dokopali šele sredi sedemdesetih let s pomočjo poljskega častnika Ryszarda Kuklinskia. Tank je bil javnosti prvič predstavljen leta 1977.

## Značilnosti
Tako kot večina ruska orožja je bil tudi T-72 zasnovan kot izredno učinkovito in zanesljivo orožje, s svojimi značilnostmi pa je predstavljal prelomnico na področju razvoja ruskih tankov. Tank je imel v primerjavi z zahodnimi tanki izredno nizek profil, kar je omogočalo manjšo opaznost in s tem večjo možnost prikritega delovanja. Slaba stran tega je bila, da je v tanku kronično primanjkovalo prostora. Tank je bil natrpan z inštrumenti in opremo, tako da je posadki ostalo le malo prostora za gibanje. Posadko so sestavljali trije člani: poveljnik, voznik in topničar. Voznik je sedel v sprednjem delu tanka na sredi neposredno pod topom, poveljnik v kupoli desno od topa, topničar pa levo od topa. Ker je bilo v tanki malo prostora je obstajalo pravilo, da posadko sestavljajo vojaki nizke rasti, tako da so posadke tankov T-72 postale kar nekakšne tankovske elite. Nizek profil tanka in zmanjšanje števila posadke je omogočil predvsem avtomatski polnilnik topa, ki je bil takrat novost v tankovskem svetu in je to še danes, saj ga v glavnem uporabljajo le ruski tanki. Ta se nahaja na sredini tanka pod kupolo. Samodejni polnilnik je bil vgrajen že v tank T-64, vendar se tam ni odnesel najbolje, saj je pogosto prihajalo do zastojev. V tanku T-72 so to slabost odpravili tako, da so zmanjšali hitrost delovanja polnilnika, tako da ta omogoča osem strelov na minuto. Polnjenje topa je možno tudi ročno, hitrost streljanja pri ročnem polnjenju pa je en do dva strela na minuto. Tank ima na razpolago 45 granat različnih vrst (HVAP, HEAT, eksplozivno razpršilna, protitankovska raketa).
Glavna oborožitev tanka je gladkocevni top kalibra 125 mm, ki je ob uvedbi v oborožitev dolgo časa predstavljal strah in trepet zahodnih zavezniških vojsk, saj so same večinoma uporabljale žlebljene cevi kalibra 120 mm. Kar je pomenilo manjši domet, manjšo prebojno moč ter manjši spekter streliva. Prednost gladke cevi je bil predvsem večja prebojna moč in večji spekter streliva med katerim so bile tudi protitankovske rakete. Učinkovit domet topa je različen in je predvsem odvisen od optike, tipa streliva in učinkovite stabilizacije topa. Domet topa se tako giblje okoli 2.000 do 3.000 m v dnevnem času ter 590 do 630 m v nočnem času. Tank je oborožen še z 7,62 mm mitraljezom nameščenim v kupoli ob glavnem topu ter 12,7 mm protiletalskim mitraljezom nameščenim na vrhi kupole. Mitraljeza imata na razpolago 2000 in 300 nabojev.
Debelina prednjega oklepa na kupoli znaša 410 mm, oklep je poleg jekla sestavljen še iz keramike (kompozitni oklep) vendar ne pri vseh tankih. Tanki, ki so bili narejeni za izvoz so imeli po navadi oklep slabše kakovosti, to pa je veljalo tudi za druge sisteme v tanku, kot je so optika, sistem opravljanja ognja in RKBO zaščita. Ker je bil tank v proizvodnji več kot 30 let, se je skozi leta spreminjal tudi standard za oklep. Prvi tanki so imeli homogen jeklen oklep, kasneje, konec sedemdesetih let, so začeli tankom vgrajevati kompozitni oklep, sredi osemdesetih pa so tanke opremili še z dodatnim reaktivnim oklepom. Države, ki so imele licenco za izdelavo tankov T-72, kot sta bili npr. Poljska in Češkoslovaška, so same določale vrsto oklepa in sestavne dele, zato se je dostikrat zgodilo da sestavni deli med posameznimi tipi tanka T-72 niso bili kompatibilni.
Tank poganja vodno hlajen dizelski motor V-84 z 12 cilindri moči 618 kW (840 KM). Tako kot za motor tanka T-55 je tudi za motor tega tanka značilno, da lahko uporablja cel spekter tekočih goriv; od vseh vrst dizelskega goriva, letalskega goriva, pa do navadnega bencina. V rezervoarjih je prostora za 1000 l goriva, povprečna poraba pa znaša 450 l na 100 km. Maksimalna hitrost na cesti znaša 80 km, maksimalni doseg pa 480 km.

## Različice
| Država          | Verzija |
| --------------- | --- |
| Sovjetska zveza | T-72 "Ural" originalna verzija tanka T-72B izboljšana verzija z novim sistemom za opravljanje ognja kompozitnim oklepom, boljši motor in optika BMO-T oklepni transporter BMPT tank za varovanje TOS-1 metalec raket TZM-T transporter raket za TOS-1 BREM-1 vozilo za izvleko IMR-2 inženirsko vozilo MTU-72 polagalec mostov RKhM-7 "Berloga-1" izvidniško vozilo Ob'yekt 327 samohodni top (prototip) |
| Bolgarija       | T-72M2 nagradnja tanka T-72M1 z boljšim oklepom, optiko, RKBO zaščito... |
| Hrvaška         | M-84D nadgradnja M-84A4 M-95 Degman nadgradnja na podlagi jugoslovanskega prototipa M-91 Vihor |
| Kuba            | T-72 T-72M1 T-72M2 |
| Češka           | T-72M3 CZ obsežna nadgradnja optike, elektronike in mehanike T-72M4 CZ obsežna nadgradnja optike, elektronike in mehanike |
| Vzhodna Nemčija | T 72M nadgradnja oklepa T 72M "Übergangsversion" nadgradnja oklepa T 72(K) poveljniški tank T 72TK vozilo za izvleko BLP 72 postavljalec mostu (prototip) FAB 172M trenažno vozilo |
| Češkoslovaška   | T-72M izvozna verzija nekaj jih je bilo izdelanih tudi za Češkoslovaško vojsko T-72M1 izvozna verzija VT-72 vozilo za izvleko |
| Gruzija         | T-72 SIM-1 nadgradnja oklepa, elektronskih in optičnih sistemov |
| Indija          | Ajeya MK1 indijska verzija tanka T-72M Ajeya MK2 indijska verzija tanka T-72M1 Tank EX (prototip) |
| Iran            | T-72M1 T-72S |
| Irak            | T-72 Lion of Babylon iraška verzija T-72M1 Saddam (T-72M) prilagoditev tanka lokalnim razmeram |
| Poljska         | T-72M izvozna verzija T-72M1 izvozna verzija Jaguar poljska modernizacija (prototip) T-72 "Wilk" poljska nadgradnja PZA Loara (prototip) SJ-09 trenažno vozilo WZT-3 oklepni transporter |
| Romunija        | TR-125 romunska verzija tanka T-72 nadgrajen oklep in motor |
| Srbija          | M-84AS modernizacija tanka do nivoja T-90 M-84AI vozilo za izvleko |
| Slovaška        | T-72M1A obsežne nadgradnje mehanike, optike in elektronike T-72M2 slovaška modernizacija VT-72C vozilo za izvleko VT-72Ž inženirski tank MT-72 postavljalec mostov ShKH 2000 "Zuzana" samohodni top (prototip) |
| Jugoslavija     | M-84 izboljšana verzija tanka T-72M1 M-84A izboljšan sistem upravljanja ognja, boljši motor in oklep M-84AB izvozna verzija |
| Južna Afrika    | T-72 "Tiger" izboljšana optika |
| Ukrajina        | T-72MP izboljšan oklep, optika in elektronika T-72AM "Banan" izboljšan oklep in motor T-72AG nadgradnja na podlagi tanka T-80 boljši oklep, optika elektronika in motor T-72-120 nadgradnja topa T-72E nadgradnja T-72B, tank namenjan izvozu BMT-72 obsežna ukrajinska nadgradnja tanka T-72 BTS-5B Ukrajinska verzija tanka BREM-1 (vozilo za izvleko)                                                 |

## Uporabniki
Države uporabnice tanka T-72 (in osnovnih različic) so (države, ki ne obstajajo več, so v ležečem tisku):
- Alžirija (295[1])
- Angola (50[1])
- Armenija (102[1])
- Azerbajdžan (150[1] oz. 136)
- Bosna in Hercegovina (?)
- Belorusija (1.225[1])
- Bolgarija (433[1])
- Češka (278[1])
- Finska (162[1] oz. 195)
- Gruzija (31[1])
- Hrvaška (30[1])
- Indija (1.100[1] oz. 1.900+)
- Irak (250[1] oz. 700)
- Iran (500[1])
- Kazahstan (600[1])
- Kirgizistan (210[1])
- Kuvajt (157[1])
- Libija (260[1])
- Madžarska (238[1])
- Severna Makedonija (31[1])
- Malezija(?)
- Nemška demokratična republika (?)
- Poljska (772[1])
- Romunija (30[1])
- Rusija (7.000[1])
- Sierra Leone (2[1])
- Sirija (1.500[1])
- Slovaška (272[1])
- Slovenija (54)
- Srbija in Črna gora (304[1])
- Tadžikistan (40[1])
- Turkmenistan (570[1])
- Ukrajina (1.302[1])
- Uzbekistan (?)
- ZDA (?)